# Togo-Restsprachen
Togo-Restsprachen ist eine veraltete Bezeichnung für eine Untergruppe der Kwa-Sprachen, die eine Untereinheit des Volta-Kongo-Zweiges der Niger-Kongo-Sprachen bilden. Die sog. Togo-Restsprachen bilden nach heutiger Terminologie innerhalb der Kwa-Sprachen zwei genetische Untereinheiten: das Ka-Togo und das Na-Togo. Die insgesamt 14 Sprachen dieser beiden Einheiten werden von etwa 300.000 Menschen im östlichen Ghana, zentralen Togo und nordwestlichen Benin gesprochen.

## Entwicklung des Begriffs
Die sog. Togo-Restsprachen wurden 1912 von Bernhard Struck als genealogisch zusammengehörig erkannt. Er nannte sie Semibantu von Mitteltogo. Diedrich Westermann ersetzte diese Bezeichnung 1922 zunächst durch Restsprachen in Mitteltogo, danach 1927 durch Togo-Restsprachen. Diese Bezeichnung wurde im Englischen durch Central Togo Languages ersetzt. Joseph Greenberg (1950, 1963) übernahm diese Sprachen in seine Kwa-Gruppe, heute spricht man von Na-Togo- und Ka-Togo-Sprachen innerhalb des Kwa.

## Sprachcharakteristik
Wie die meisten Niger-Kongo-Sprachen besitzen auch die sog. Togo-Restsprachen ein Nominalklassensystem, welches weitaus besser erforscht ist als dasjenige benachbarter Sprachgruppen. Die Togo-Restsprachen sind – wie die meisten anderen Kwa-Sprachen – Tonsprachen und haben ein ausgeprägtes Vokalsystem mit Vokalharmonie. Viele wurden stark von den dominierenden Sprachen Ewe und Twi beeinflusst.

## Klassifikation
Na-Togo- und Ka-Togo-Sprachen innerhalb der Kwa-Sprachen
- Kwa
  - Ega
  - Potou-Tano
  - Ga-Dangme
  - Na-Togo
    - Lelemi: Lelemi-Lefana (40 Tsd.), Siwu (20 Tsd.); Sekpele (15 Tsd.), Sele (Santrokofi) (10 Tsd.)
    - Logba: Logba (5 Tsd.)
    - Anii-Adele: Anii (10 Tsd.), Adele (20 Tsd.)

  - Ka-Togo
    - Avatime-Nyangbo: Avatime (15 Tsd.), Nyangbo (5 Tsd.), Tafi
    - Kposo-Bowiri: Akposo (100 Tsd.), Tuwuli (Bowili, Bowiri) (10 Tsd.), Igo (Ahlo);
    - Kebu-Animere: Akebu (40 Tsd.), Animere

  - Gbe
  - Esuma
  - Cenka

Als Einzelsprachen sind hier nur die sog. Togo-Restsprachen aufgeführt.

### Togo-Restsprachen
- Ursula Hintze: Bibliographie der Kwa-Sprachen und der Sprachen der Togo-Restvölker. Akademie-Verlag, Berlin 1959.
- Bernd Heine: Die Verbreitung und Gliederung der Togorestsprachen. Kölner Beiträge zur Afrikanistik, Bd. 1. Dietrich Reimer Verlag, Köln 1968.

### Kwa-Sprachen
- Joseph Greenberg: The Languages of Africa. Mouton, The Hague and Indiana University Center, Bloomington 1963.
- Joseph Greenberg: Studies in African Linguistic Classification. Southwestern Journal of Anthropology 1949–50.
- Bernd Heine und andere (Hrsg.): Die Sprachen Afrikas. Buske, Hamburg 1981.
- Bernd Heine und Derek Nurse (Hrsg.): African Languages. An Introduction. Cambridge University Press 2000.
- John Bendor-Samuel (Hrsg.): The Niger-Congo Languages: A Classification and Description of Africa's Largest Language Family. University Press of America, Lanham, New York, London 1989.   Darin: John M. Stewart: Kwa.
- Diedrich Westermann: Die westlichen Sudansprachen und ihre Beziehungen zum Bantu. Mitteilungen des Seminars für orientalische Sprachen. Berlin 1927.
- Patrick Bennett and Jan Sterk: South Central Niger-Congo: A Reclassification. Studies in African Linguistics. 1977.